# Élections législatives luxembourgeoises de 1875
Les élections législatives de 1875 ont eu lieu au scrutin indirect le 8 juin 1875 afin de renouveler vingt des quarante-et-un membres de la Chambre des députés. 

## Composition de la Chambre des députés
| Circonscription | Sièges | Députés                     |
| --------------- | ------ | --------------------------- |
| Capellen        | 3      | Norbert Metz                |
| Capellen        | 3      | Jean-Camille Funck          |
| Capellen        | 3      | Henri Kirpach               |
| Clervaux        | 3      | Joseph Conzemius            |
| Clervaux        | 3      | Théodore-Arthur Bouvier     |
| Clervaux        | 3      | Jacques-Édouard Urbin       |
| Diekirch        | 4      | Pierre Toussaint            |
| Diekirch        | 4      | Victor Tschiderer           |
| Diekirch        | 4      | Jean-Pierre Salentiny       |
| Diekirch        | 4      | Nicolas Mergen              |
| Grevenmacher    | 3      | Victor Schoren              |
| Grevenmacher    | 3      | Félix Putz                  |
| Grevenmacher    | 3      | Zénon de Muyser             |
| Luxembourg      | 3      | Charles-Jean Simons         |
| Luxembourg      | 3      | Dominique-Antoine Pescatore |
| Luxembourg      | 3      | Charles Simonis             |
| Redange         | 3      | François Berger             |
| Redange         | 3      | Rénilde-Guillaume Jacques   |
| Redange         | 3      | Jean Orianne                |
| Vianden         | 1      | Adolphe Pauly               |